# Ordinary Brainwash
Ordinary Brainwash - solowy projekt multiinstrumentalisty i wokalisty – Rafała Żaka.
Komercyjny debiut projektu nastąpił 23 marca 2008 roku na antenie Programu Trzeciego Polskiego Radia w audycji Piotra Kaczkowskiego ‘Minimax’.
Pierwsza płyta Ordinary Brainwash pt. ’Disorder in My Head’ ukazała się 7 grudnia 2009 nakładem Lynx Music (dystrybucja Rock Serwis). Na album składa się 10 kompozycji. Drugi album to wydany 18 października 2010 roku "Labeled Out Loud". Trzecia płyta, "ME 2.0" ukazała się 4 czerwca 2012 nakładem wydawnictwa Metal Mind Productions.
Oba albumy są nagrane całkowicie samodzielnie przez Rafała Żaka. Jest on kompozytorem wszystkich utworów, wykonawcą wszystkich ścieżek instrumentalnych oraz wokalnych. Zajął się także mixingiem i masteringiem.

## Dyskografia
- Disorder in My Head (2009)
- Labeled Out Loud (2010)
- ME 2.0 (2012)